# 藤子不二雄
藤子不二雄（日语：／）是两位日本漫画家藤子·F·不二雄（藤本弘）與藤子不二雄Ⓐ（安孫子素雄）的共用笔名。二人皆是富山县人，相识於高冈市立定塚小学校，并一起绘画漫画，投稿到报刊中。

## 簡介
- 藤子·F·不二雄（本名：藤本弘[1]，1933年12月1日——1996年9月23日[1]，O型[1]）

出生於富山縣高岡市，在他的自畫像中，他被描繪成一個戴著貝雷帽和煙斗的高個子。
- 藤子不二雄Ⓐ（本名：安孫子素雄，1934年3月10日——2022年4月7日[2]，A型）

出生於富山縣冰見市，在他的自畫像中，他被描繪成一個戴著眼鏡的人，身體略粗而矮。

## 生平事跡
1947年，藤本弘和安孫子素雄受到漫畫大師手塚治當年的作品《新寶島》所啟發，立志成為漫畫家，當初二人爲了致敬手塚治虫而採用的筆名為足塚不二雄，二人首部單行本為1953年出版的《Utopia最後的世界大戰》。1964年發表《Q太郎》一炮而紅。。
接著，1970年1月，藤本弘創作了《多啦A夢》（Doraemon，又名“叮噹”），於《小學1-4年生》雜誌中開始連載。由於哆啦A夢大受小學生歡迎，終於在1973年為藤本弘贏得「漫畫家協會優秀賞」及後來的「文部大臣賞」。
「藤子不二雄」這個筆名一直用至1987年12月23日藤本弘與安孫子素雄兩人因各自的創作風格和步調決定正式拆夥，為了區別各自的不同，藤本弘與安孫子素雄也分別在原筆名中加入自己姓氏開首字母作為區別，當時藤本弘的筆名改為「藤子不二雄Ⓕ（Fujiko Fujio Ⓕ）」，安孫子素雄則改為「藤子不二雄Ⓐ（Fujiko Fujio Ⓐ）」。1989年2月，藤本弘根據友人石森章太郎的建議將筆名改為「藤子·F·不二雄（Fujiko F Fujio）」，而安孫子素雄維持「藤子不二雄Ⓐ」為筆名。。

## 共同著作

### 漫画
早期作品包含：
- 天使球 (1951-1952)
- 來自羅馬的日本學生的一封信（1954）
- 星之高岩 (1961)
- 名犬探探（1965-1968）

- UTOPIA最後的世界大战（日语：UTOPIA 最後の世界大戦）

1953年（昭和28年）以足塚不二雄名義出版，藤子不二雄最初單行本化的作品。
- 海之王子（日语：海の王子）

1959年 - 1964年間於週刊少年Sunday連載。 藤子不二雄最初的週刊誌連載漫畫。
- 小鬼Q太郎

描繪大原家的長子正太拾到的蛋鐘，孵出了一隻「小鬼」，名字叫Q太郎。從此，這些小鬼就住在正太的家裏，並展開一段人與小鬼之間幽默溢出的趣劇，該漫畫於1965年至1967年期間連載於《週刊少年Sunday》上。其後1971年，以《新小鬼Q太郎》之名繼續連載，並直至1974年為止。其後，亦有少數短篇發表，其中旧版的Q太郎尚有石之森章太郎参与。
在1965年至1967年、1971年至1972年、1985年至1987年這三段期間，此漫畫亦曾改編成動畫並先後在TBS系、日本電視系和朝日電視系播出。
- 辛塔拉神（日语：ンタラ神ちゃん）

諷刺漫畫，其中上帝辛塔拉宗教的大師，為了增加鎮上的信徒數量而製造一場騷亂的故事。1967年1月號至12月號在《少年書》（集英社）連載。
- 仙兵（日语：仙べえ）

連載於1971年第37期至1972年4+5期的《周刊少年Sunday》，描繪100年後，半服隱士仙兵回到現在的時代，留在弟弟的曾孫峰野家引起騷動的搞笑漫畫，這是兩人合作的最後一部作品。

### 自傳
- 《有兩個人畫了少年漫畫 戦後兒童漫画私史》（二人で少年漫画ばかり描いてきた 戦後児童漫画私史）

- 1977年4月　毎日新聞社出版、ISBN 4620300810
- 1980年9月　文庫版文春文庫再版 ISBN 4167253011
- 2010年1月25日　人間の記録 171 日本図書センター（「人間の記録」シリーズとして復刻） ISBN 978-4284700412

### 共通設定
藤子不二雄所設置的世界觀中經常有著串場角色，出現在兩方各自創作的故事當中，其中包含：
- 小池君（日语：小池さん）[8]
- 神成君
- 剛之助（日语：ゴンスケ）

此外除了原著漫畫以外，後來非原著的衍伸作品、電視動畫、宣傳性質的影片也經常讓雙方的角色連動或是客串。

## 助手
- 田中道明
- 荏原武司（日语：えびはら武司）[9]
- 方倉陽二（日语：方倉陽二）[10]
- 高谷健二（日语：たかや健二）（首席助理）
- 麥原伸太郎[11][12]
- 阿部淳二
- 吉田忠（日语：ヨシダ忠）
- 竹村佳彥（日语：竹村よしひこ）
- 筱田秀夫（日语：しのだひでお）
- 三谷幸廣（日语：三谷幸広）
- 村田博司
- 羽中潤（日语：羽中ルイ）
- 高峰至
- 志村緑（日语：志村みどり）

## 关联书籍
- 浜田祐介（著）『藤子・F・不二雄論』ISBN 4835518748
- 米澤嘉博（著）『藤子不二雄論―FとAの方程式』河出書房新社、ISBN 4309265499（2002年4月）。のちに河出文庫版も。
- 藤子不二雄(A)（監修）：完全保存版「まんが道 大解剖」、三栄書房（サンエイムック）、ISBN 978-4-7796-3054-5（2017年4月13日）。
- 凌 明玉（2004），《藤子不二雄的故事—哆啦A夢之父》，文經社（ISBN 957-663-407-5）